# Ready or Not (Fugees)
Ready or Not è un brano musicale dei Fugees, estratto come terzo singolo dal secondo album del gruppo The Score, pubblicato nel 1996. La canzone contiene un campionamento di Boadicea di Enya, mentre il ritornello è basato su "Ready Or Not, Here I Come (Can't Hide From Love)" dei Delfonics (scritto da Thom Bell e William Hart).
Enya si dichiarò pronta a citare il gruppo per infrangimento delle regole sul diritto d'autore, dato che non era stato dato il consenso all'utilizzo del suo brano, tuttavia nessuna azione legale è di fatto mai stata intentata.
La canzone ha raggiunto la posizione numero uno nel Regno Unito per due settimane nel settembre 1996.

## Tracce
CD single
1. "Ready Or Not" (Album Version) 3:50
2. "Ready Or Not" (How Many Mics) 4:23
3. "How Many Mics" (Freestyle) 5:03
4. "Blame It On The Sun" 5:41

12" single
A-Side
1. "Ready Or Not" (Salaam's Ready For The Snow remix) 4:24
2. "Ready Or Not" (Handel's Yaard Vibe mix) 4:41

B-Side
1. "Ready Or Not" (LP version) 3:47
2. "Cowboys" 5:23

## Classifiche
| Classifica (1996) | Posizioni più alte |
| ----------------- | ------------------ |
| Svizzera          | 23                 |
| Austria           | 17                 |
| Paesi Bassi       | 3                  |
| Belgio            | 6                  |
| Italia            | 6                  |
| Svezia            | 3                  |
| Finlandia         | 2                  |
| Norvegia          | 8                  |
| Australia         | 24                 |
| Nuova Zelanda     | 8                  |